# میخائیل وورونین
میخائیل وورونین (به انگلیسی: Mikhail Voronin) ژیمناست زادهٔ ۲۶ مارس ۱۹۴۵ میلادی اهل کشور شوروی است.